# Ummidia tuobita
Ummidia tuobita là một loài nhện trong họ Ctenizidae. U. tuobita được miêu tả năm 1917 bởi Ralph Vary Chamberlin.